# Сканистор
Сканистор (от сканирование и транзистор) — полупроводниковое позиционно-чувствительное устройство, преобразующее пространственное распределение светового потока в соответствующую ему последовательность электрических сигналов (видеосигналов). Является твердотельным аналогом передающего электронно-лучевого прибора, основанного на внутреннем фотоэффекте. Сканистор представляет собой структуру р-n-р или n-р-n типа. Состоит из фоточувствительного слоя, распределяющего потенциал слоя и источника постоянного смещения. Сканисторы отличаются от передающих электронно-лучевых приборов высоким быстродействием, надёжностью в эксплуатации, большим сроком службы, малыми габаритными размерами и массой.
Сканисторы применяются в различных отраслях промышленности и в военной технике для измерения угловых и линейных перемещений, скоростей, ускорений, размеров и взаимного положения объектов.